# Flaten runt

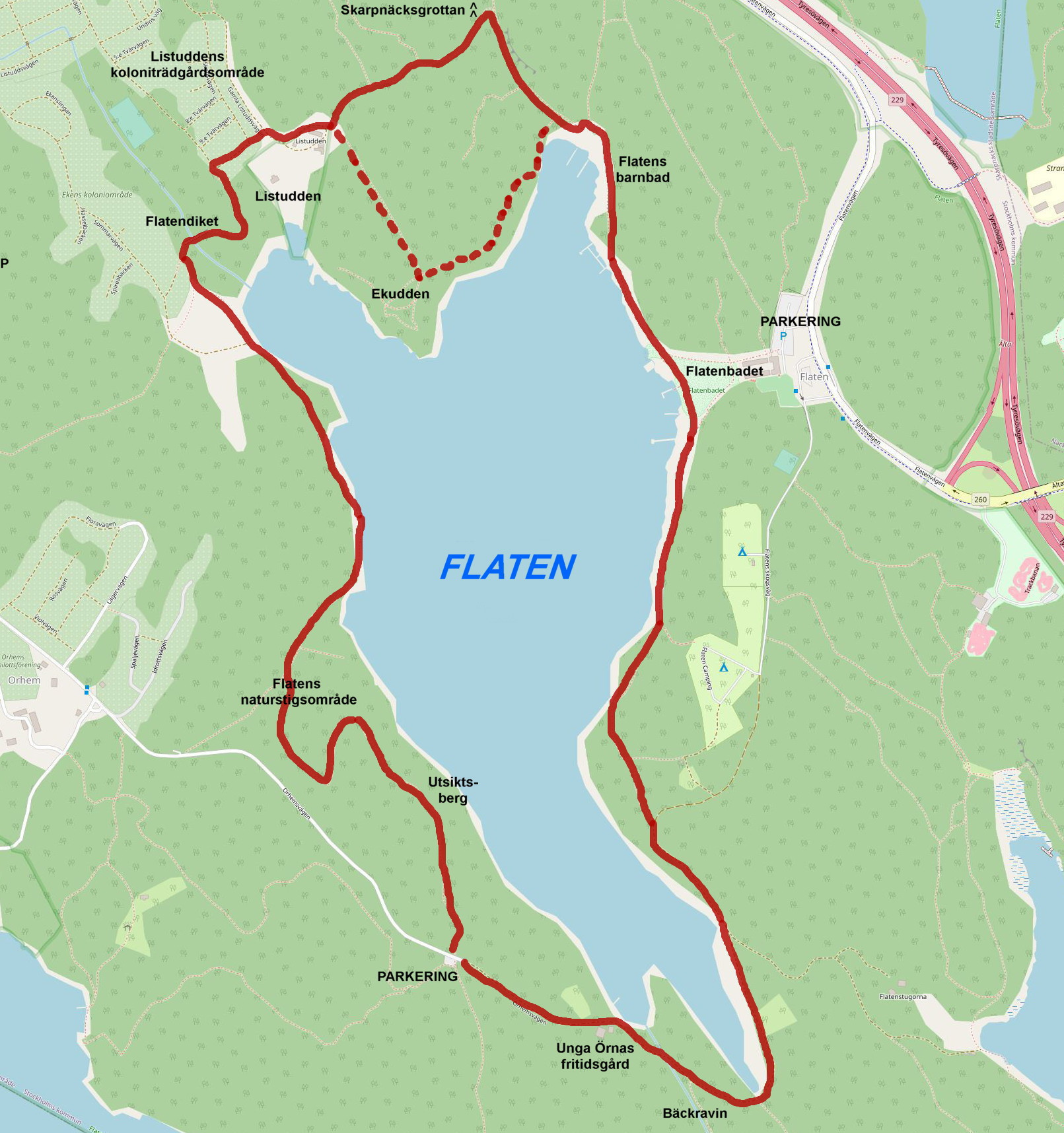
Vandringsleden "Flaten runt".

Flaten runt är en sex kilometer lång vandringsled runt sjön Flaten inom Flatens naturreservat i Stockholms kommun.

## Beskrivning

### Allmänt
Stigar runt Flaten har funnits mycket länge men hade inget speciellt namn. Lämplig start och mål för "Flaten runt" är parkeringsplatsen i slutet av Orhemsvägen. Där finns tydlig skyltning med vägvisare av trä som började uppsättas år 2007 samtidigt som Flatens naturreservat inrättades. En annan bra startplats är Flatenbadet. Man kan gå högervarv eller vänstervarv. Flaten runt är sex kilometer lång, tar man sig även ner till Drevviken blir hela sträckan drygt sju kilometer.
På Flaten runt tar man sig genom omväxlande skogsmark, öppen kulturmark, intressanta naturområden och geologiska formationer samt historisk bebyggelse. Slingan utmärker sig genom stora höjdskillnader och bjuder på vidsträckta utsikter över vattnet. I sydvästra delen går leden genom Flatens naturstigsområde med en cirka 1,5 kilometer lång naturstig där skyltar upplyser närmare om Flatens natur. Bland annat får man veta att Flaten är Stockholms renaste sjö och att diabas (svart granit) är Flatens vanligaste bergart.

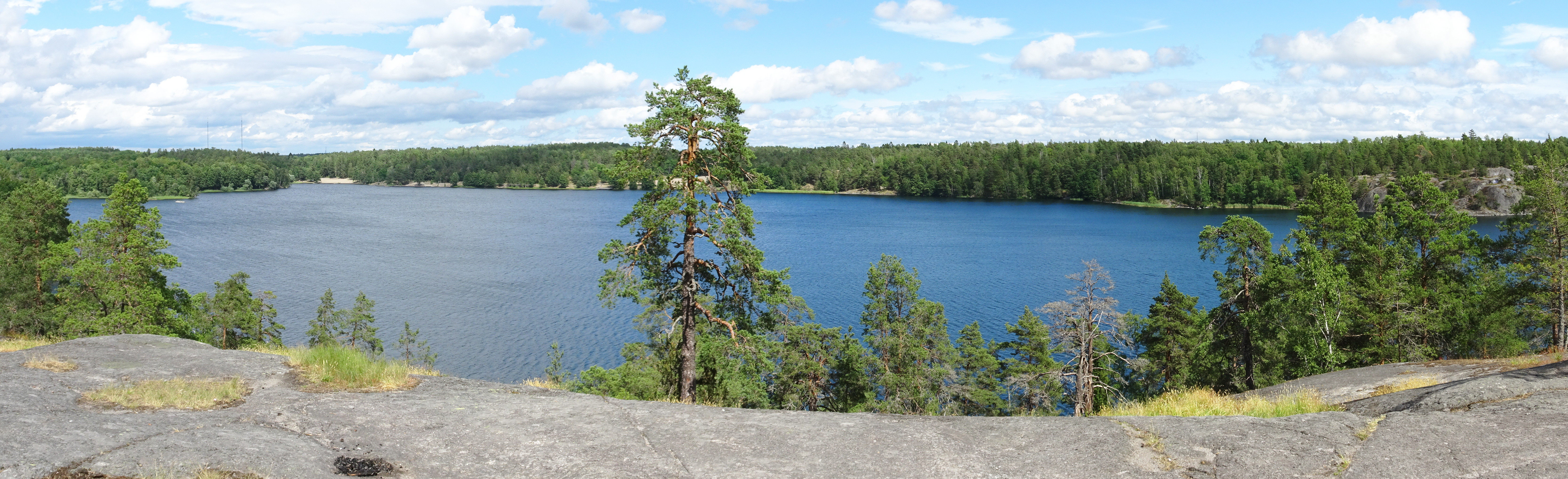
Vy från utsiktsberget över Flaten mot nordost, juli 2020.

### Geologi och forntid
Bland geologiska formationer märks ett klapperstensfält från istiden som bildades för cirka 5  000 år sedan av Littorinahavets svallvågor. Fältet ligger idag 30 meter över havet och en informationsskylt förklarar: “Här skulle du för 5 000 år sedan ha stått till knäna i havet.“ Strax intill finns en rundhäll med isräfflor som skapades när i isen fastfrusta stenblock rispade berget. 
Den så kallade Skarpnäcksgrottan ligger nära vandringsslingans nordligaste punkt. Den är en av få naturliga grottor i Stockholmstrakten och ett fornminne med RAÄ-nummer Stockholm 278. Här reser sig berget nästan vertikalt och klippväggen nyttjas av klätterintresserade. Uppe på berget ligger Flatens fornborg med en utbredning om cirka 400x200 meter (RAÄ-nummer: Brännkyrka 92:1).

### Kultur och byggnader
Bland stationerna som passeras av vandringsleden finns bland annat egendomen Listudden vars huvudbyggnad härstammar från 1700-talets mitt och enligt Stadsmuseet i Stockholm har "synnerligen höga kulturhistoriska värden". Listudden namngav även Listuddens koloniträdgårdsområde med 317 lotter och anlagt 1944.
Sydväst om Listudden låg det numera försvunna sommarnöjet Ekudden, ursprungligen ett torp under godset Skarpnäcks gård. Huvudbyggnaden brändes ner i slutet av 1960-talet. Tomtområdet är ett fornminne med RAÄ-nummer Brännkyrka 172:1.
Största anläggning längs med vandringsleden är Flatenbadet, Stockholms största friluftsbad invigt 1934 med kulturhistoriskt värdefulla träbyggnader ritade av arkitekt Paul Hedqvist. Ytterligare en badplats finns vid ”Örnboet”, Unga Örnars fritidsgård som ritades 1955 av arkitekt Åke E. Lindqvist. Här passerar man en djup bäckravin som är Flatens utflöde till Drevviken.

## Bilder

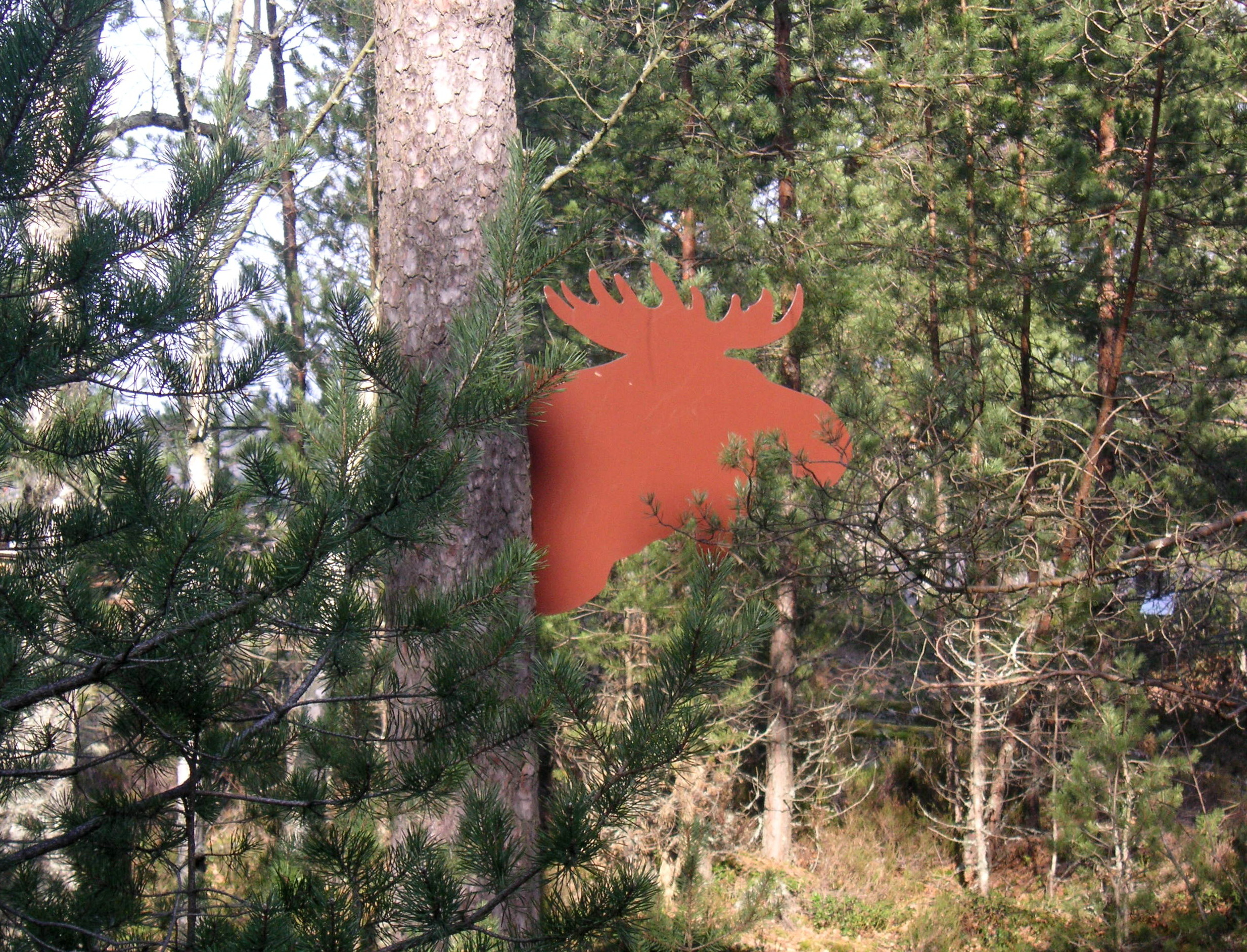
I Flatens naturstigsområde.
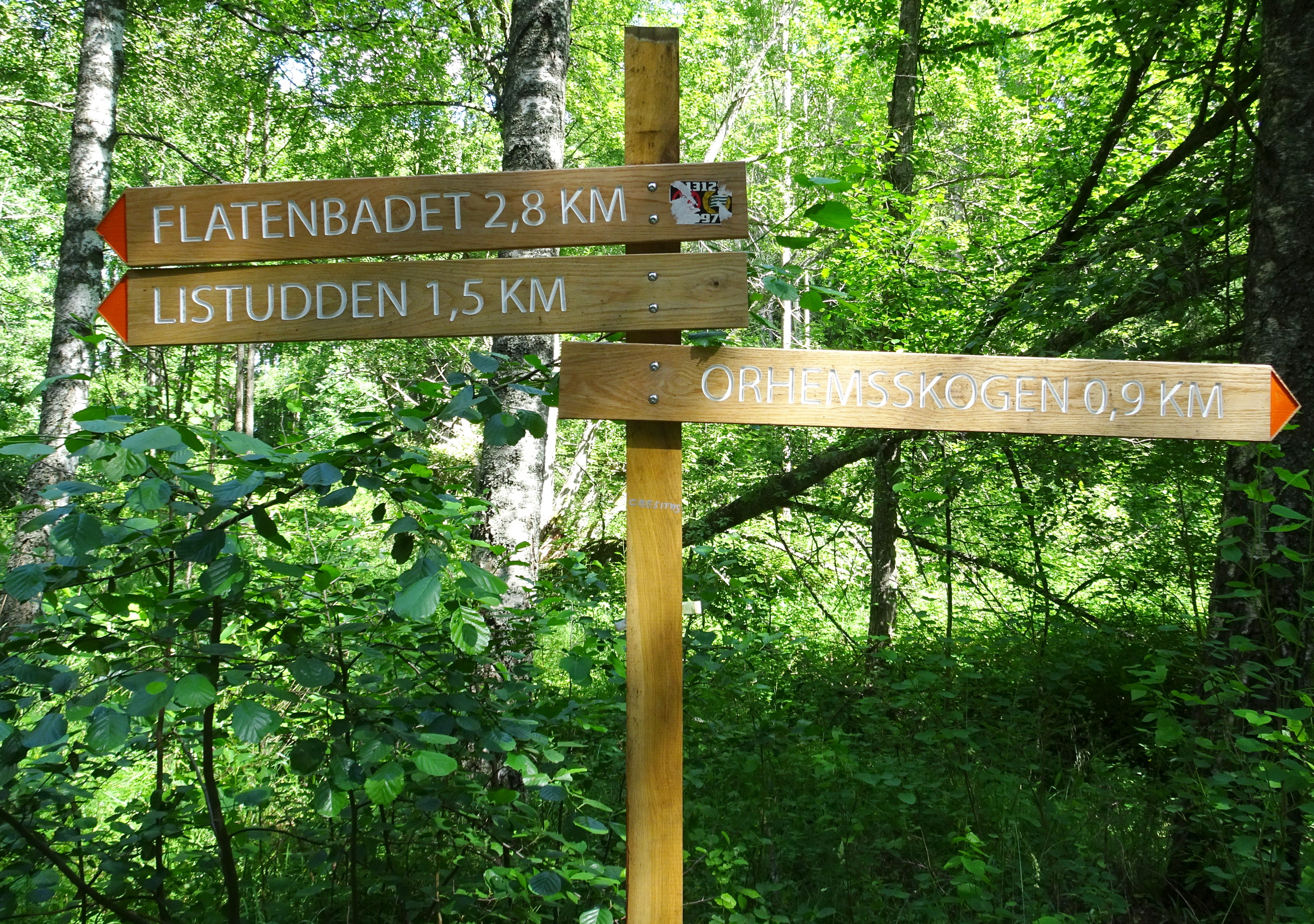
Vägvisare.
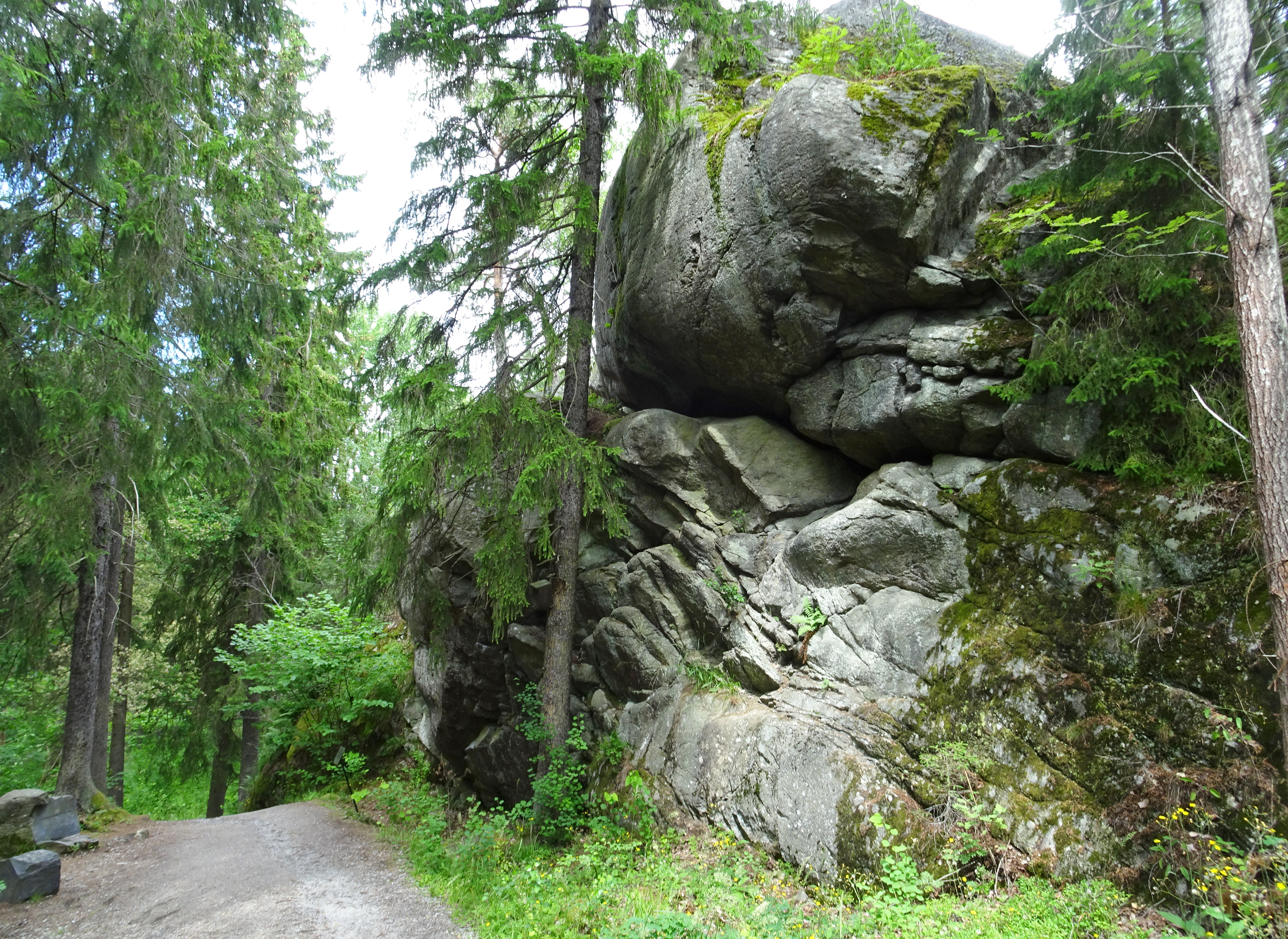
Flatens rundhäll.
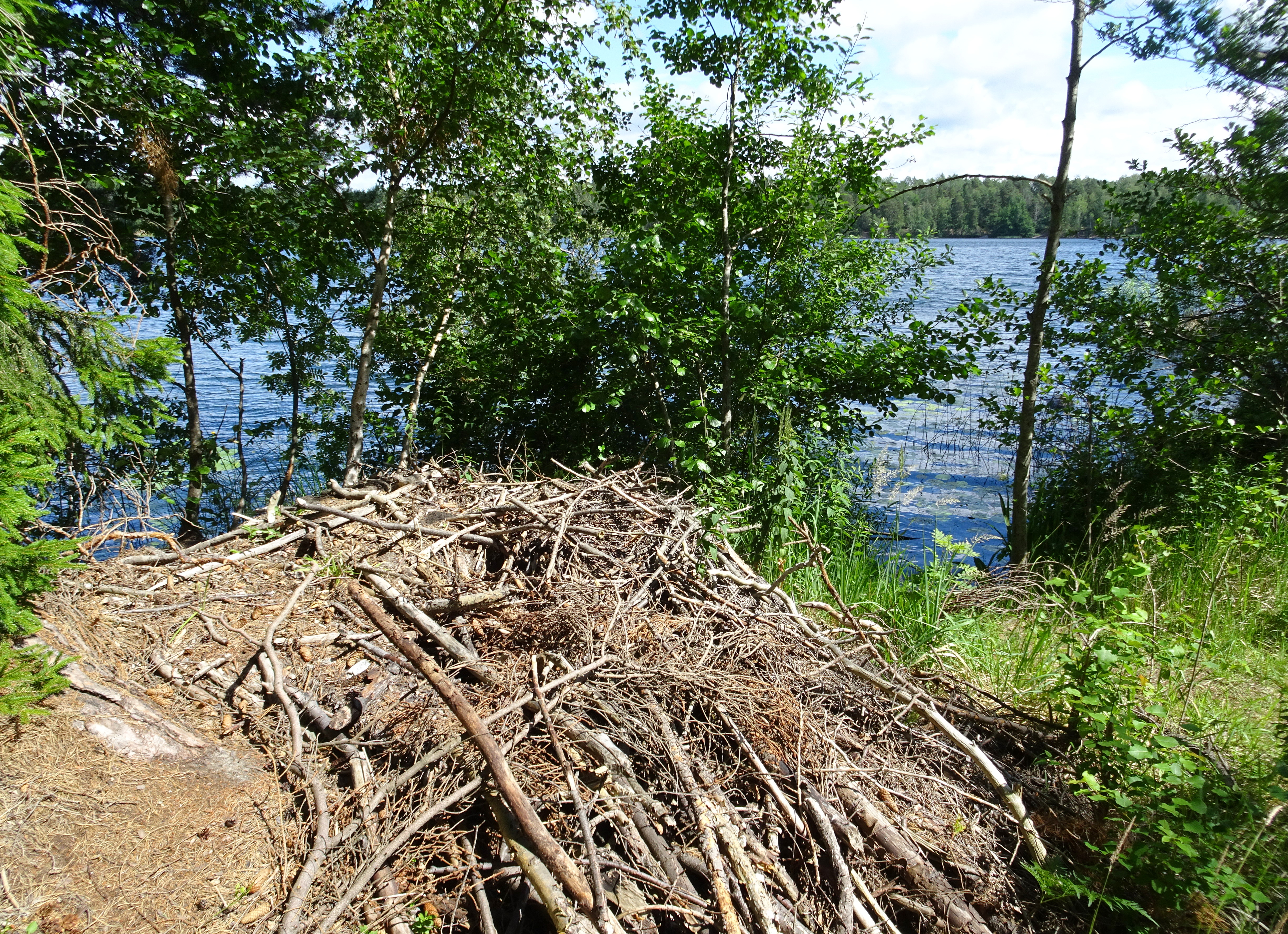
Bäverhydda vid stigen.

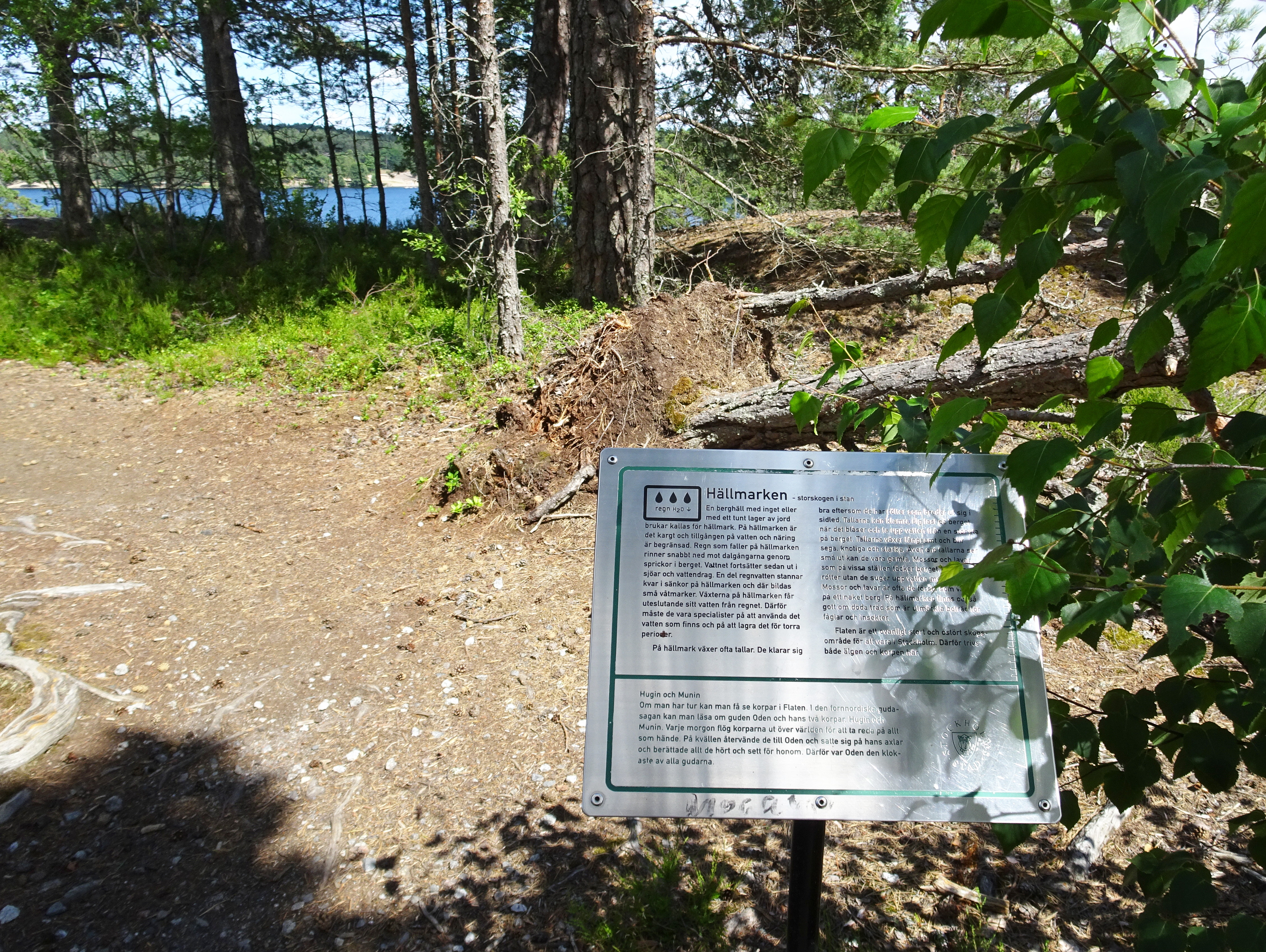
Informationstavla berättar om "Hällmarken".
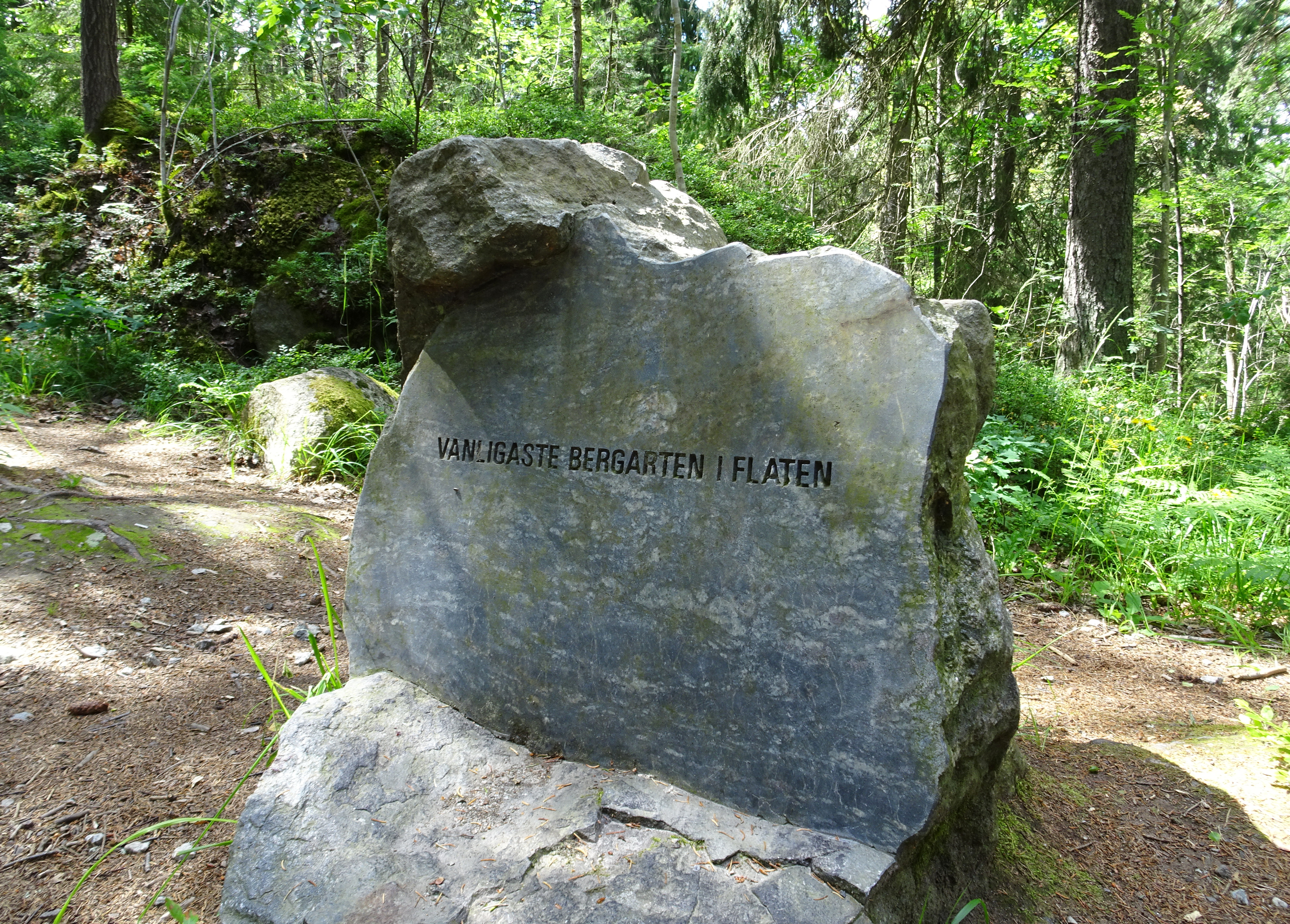
Diabas är Flatens vanligaste bergart.
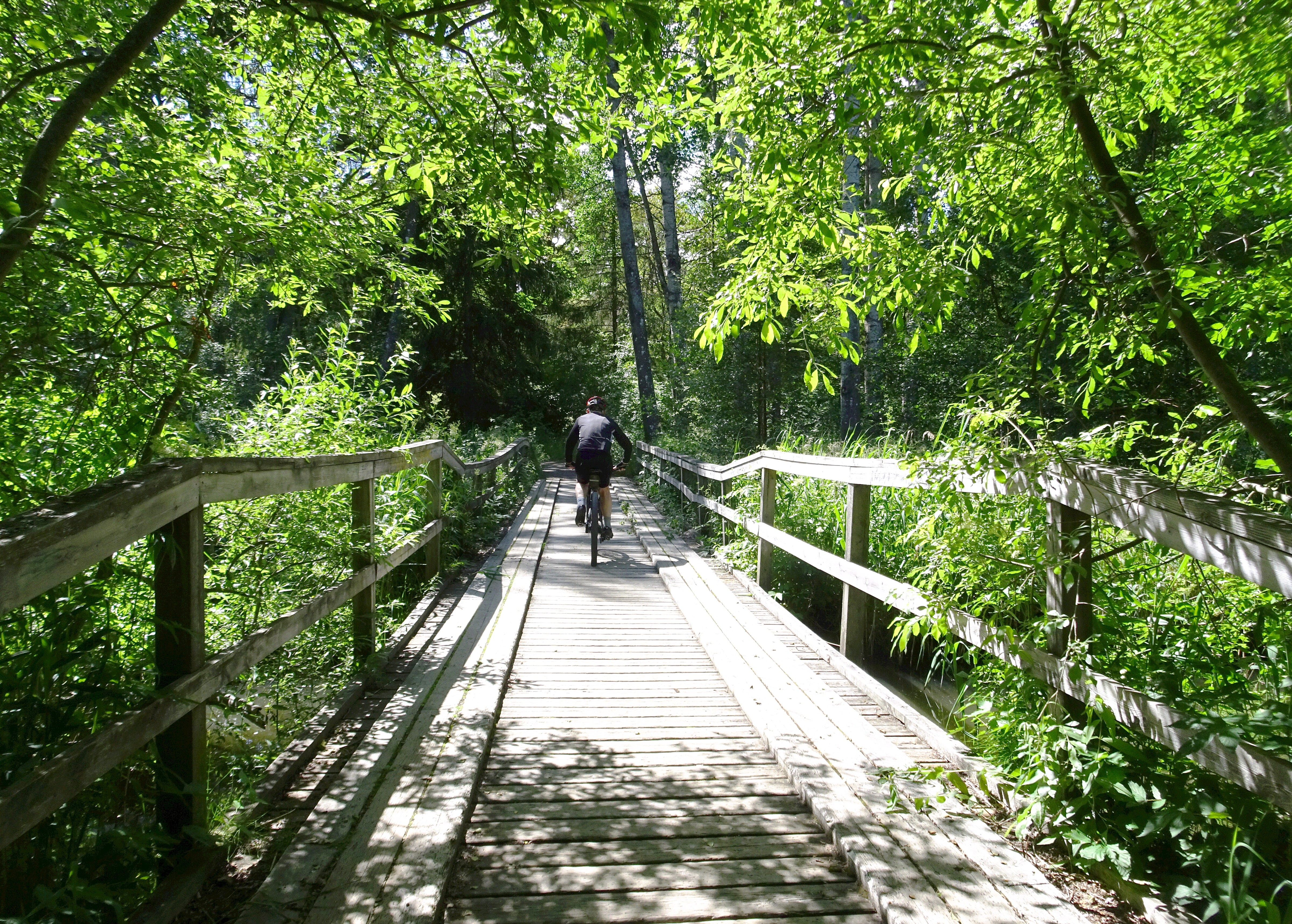
Bron över Flatendiket.
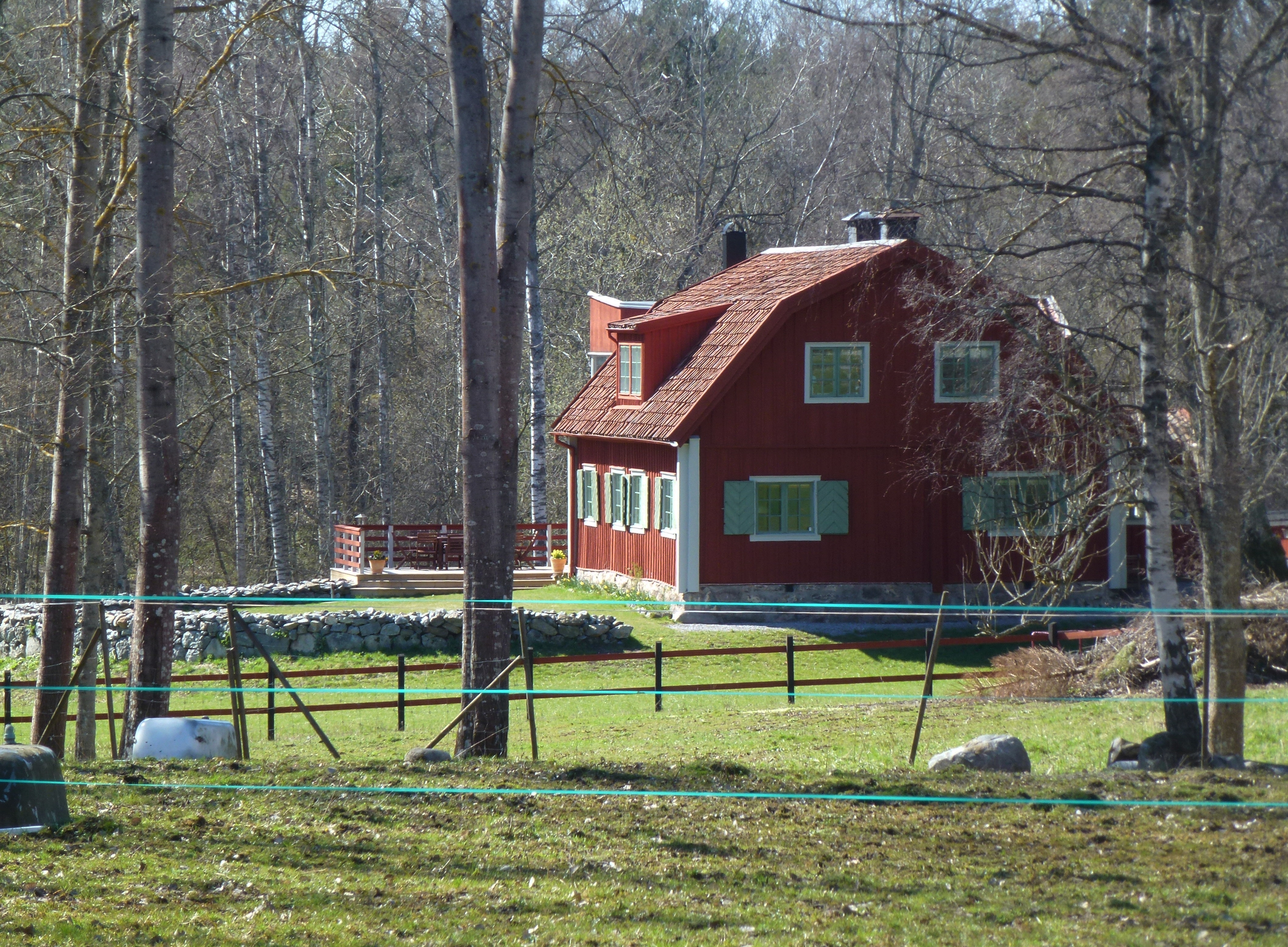
Listuddens huvudbyggnad.

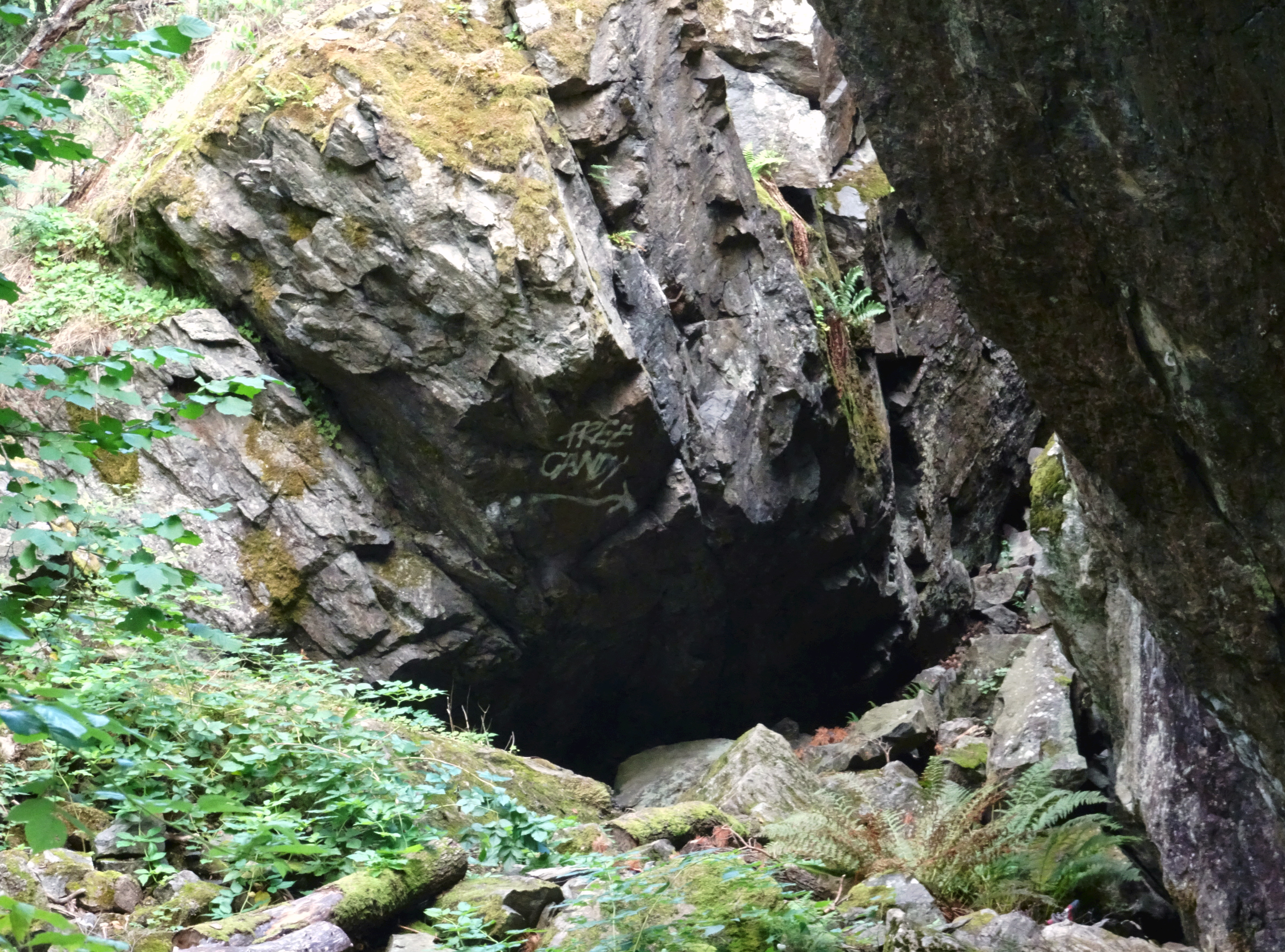
Skarpnäcksgrottan.
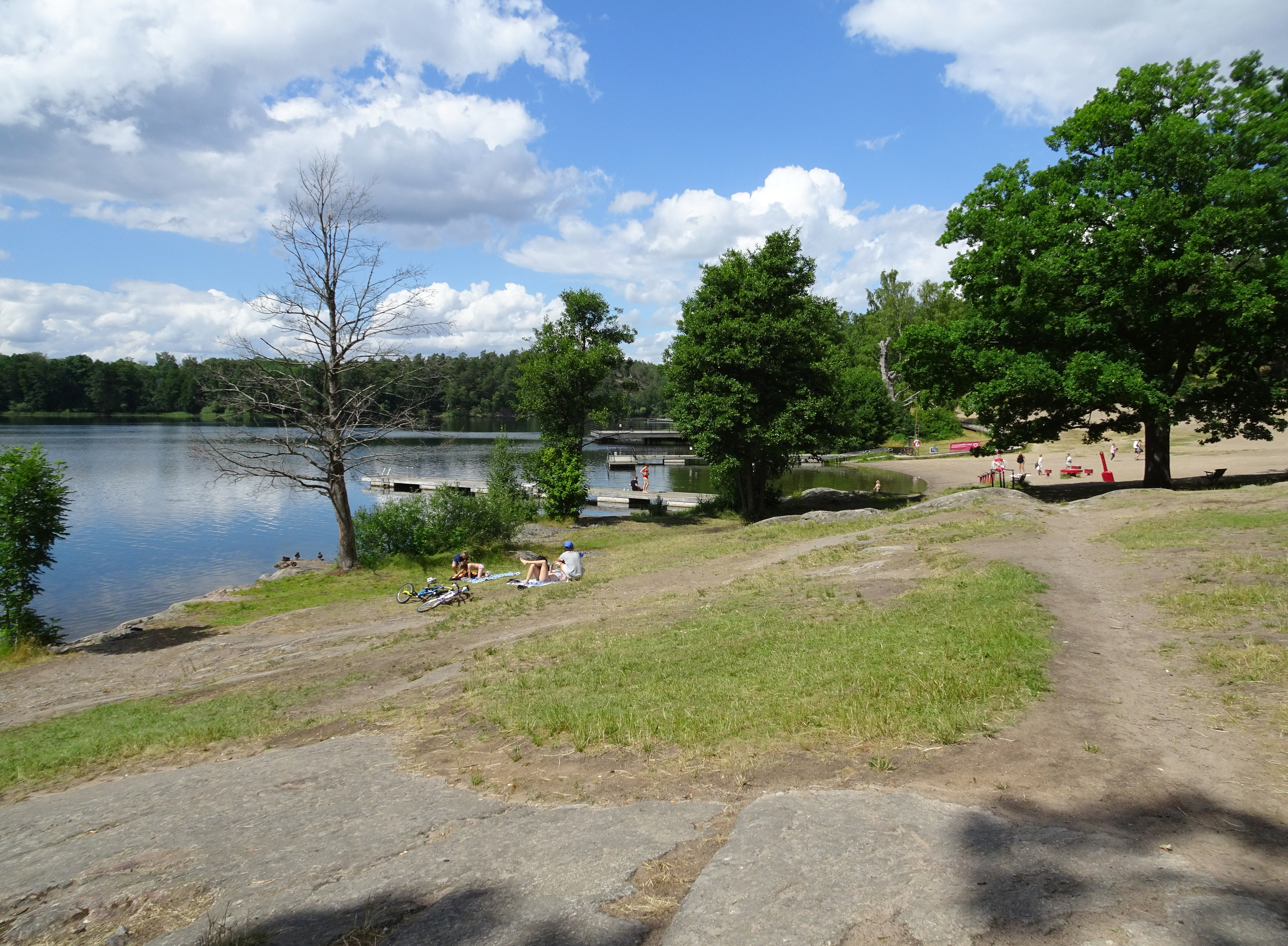
Flatenbadet.
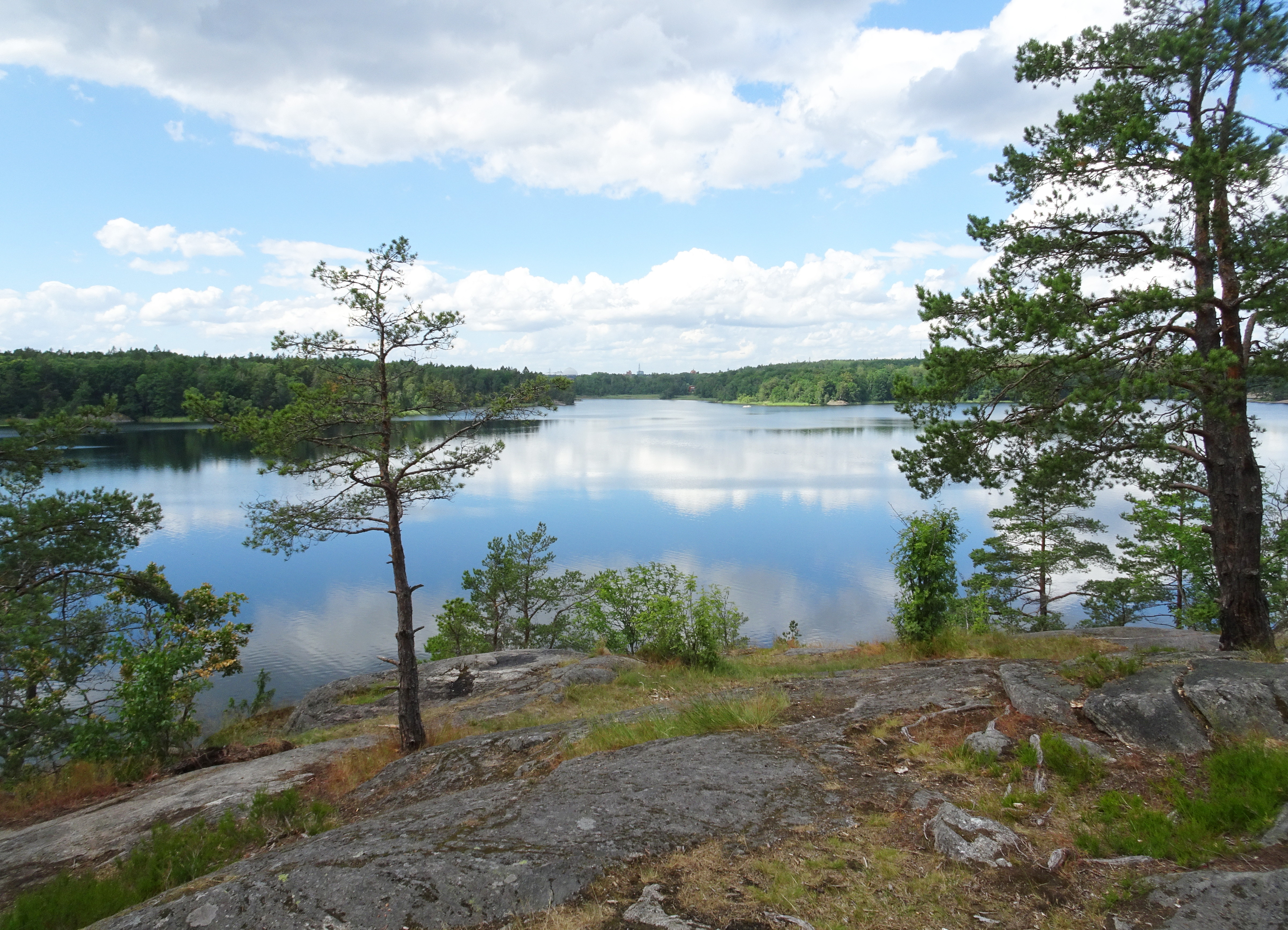
Utsikt över Flaten söderut.
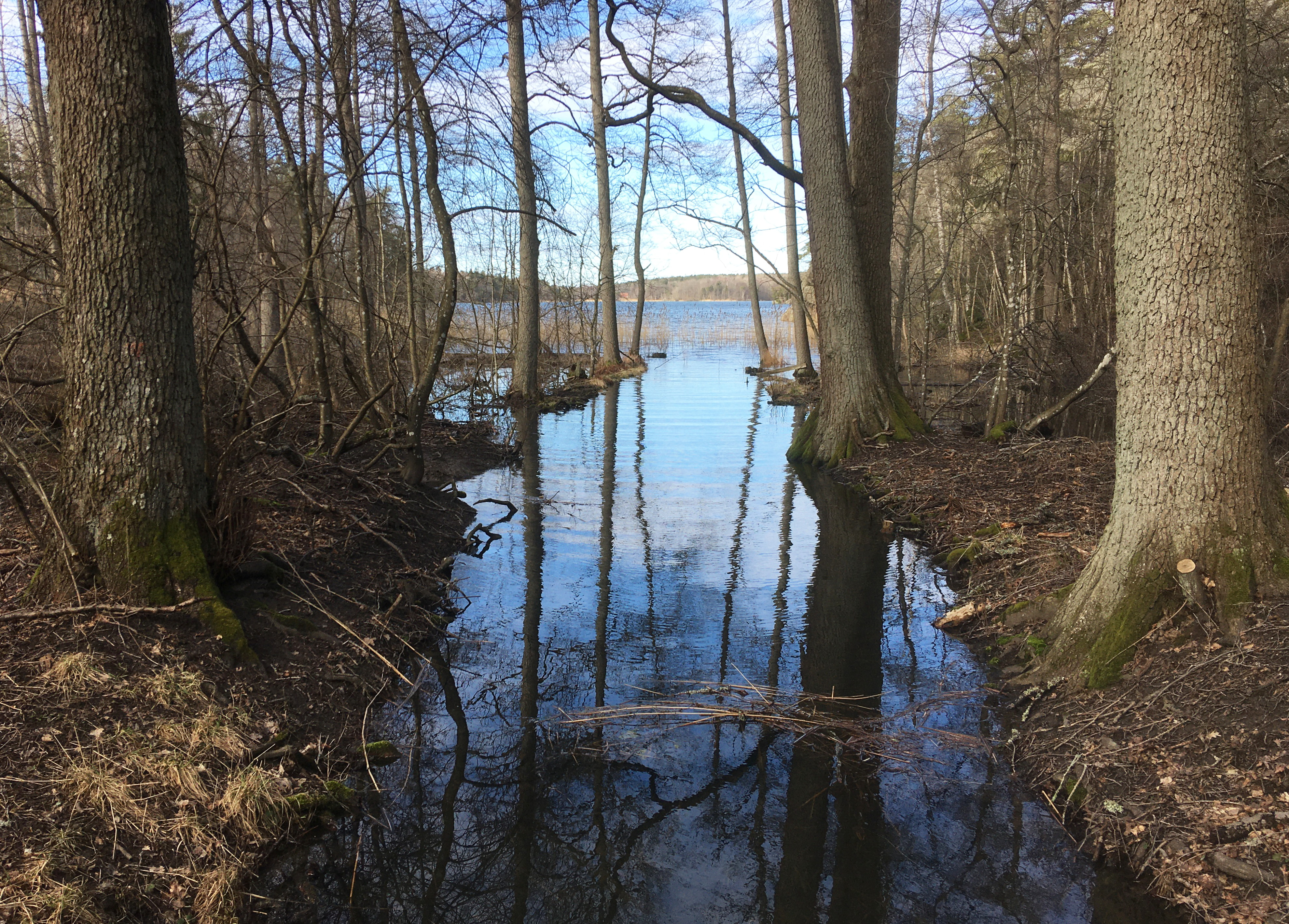
Bäckravinen mellan Flaten och Drevviken.

## Stationer (urval)
I alfabetisk ordning.
- Ekudden
- Flatenbadet
- Flatens naturstigsområde
- Listudden
- Listuddens koloniträdgårdsområde
- Skarpnäcksgrottan

## Andra sjönära vandringar i Stockholms län
- Aspens naturstig (7,5 km)
- Bornsjöns natur- och kulturstig (11 km)
- Brunnsviken runt på Hälsans stig (7 km)
- Djurgårdsbrunnsviken runt på Hälsans stig (7 km)
- Elfviksleden (9 km)
- Gömmarrundan (3,5 km)
- Havtornsuddsslingan (4,5 km)
- Judarskogens naturstig (2,2 km)
- Källtorpssjön runt (5 km)
- Måsnarenleden (12 km)
- Mälarpromenaden (4,8 km)